# Henry Spencer Law
Pour les articles homonymes, voir Law.
Henry Spencer Law (10 mai 1802 - 15 juillet 1885) est un homme politique britannique.

## Biographie
Il est le cinquième fils d'Edward Law (1er baron Ellenborough) et d'Anne Towry. Il est diplômé de l'Université de Cambridge avec une maîtrise ès arts (MA). Il est avocat en exercice à l'Inner Temple et est admis au barreau au cours de la période de la Saint-Michel en 1833. Il sert dans les Life Guards et le 28e Régiment. Law est avocat et secrétaire privé de son frère Edward Law (1er comte d'Ellenborough), lorsqu'il est premier lord de l'amirauté en 1846 et président du conseil de contrôle en 1858 ,. Il est nommé juge de la juridiction des Cinque Ports en 1850. Il occupe le poste de sous-lieutenant (DL) du Kent, auquel il est nommé en 1853. Il est également greffier des Docquets (ou Dockets) jusqu'à l'abolition de cette fonction, date à laquelle il obtient une pension .
Law épouse le 16 mai 1839 Dorothea Anne Rochfort (décédée le 25 novembre 1871), fille du colonel John Staunton Rochfort, de Clogregane, et de sa femme Mary Burgh  et a :
1. Edward Law (5e baron Ellenborough)
2. Cecil Law (6e baron Ellenborough)
3. Louisa Isabella Law (décédée le 14 octobre 1899)
4. Ethel Beatrice Law, sœur de la communauté de Béthanie, Lloyd's Square, Londres WC1, et décédée le 13 novembre 1937
5. Horatio "Horace" John Law né le 12 octobre 1843, décédé le 2 juillet 1855 à Lowndes Street, Middlesex, et enterré à Kensal Green.

Law meurt le 15 juillet 1885 et est enterré au cimetière de Brompton .